# Нигер на летних Олимпийских играх 2012
Нигер на летних Олимпийских играх 2012 года был представлен 6 спортсменами в 5 видах спорта.

## Результаты соревнований

### Академическая гребля
В следующий раунд из каждого заезда проходили несколько лучших экипажей (в зависимости от дисциплины). В утешительный заезд попадали спортсмены, выбывшие в предварительном раунде. В финал A выходили 6 сильнейших экипажей, остальные разыгрывали места в утешительных финалах B-F.
Мужчины
| Соревнование | Спортсмены          | Предварительный заезд | Предварительный заезд | Предварительный заезд | Отборочный заезд | Отборочный заезд | Отборочный заезд | Четвертьфинал | Четвертьфинал | Четвертьфинал | Полуфинал     | Полуфинал     | Полуфинал     | Финал   | Финал   | Итоговое место |
| Соревнование | Спортсмены          | Заезд                 | Время                 | Место                 | Заезд            | Время            | Место            | Заезд         | Время         | Место         | Заезд         | Время         | Место         | Время   | Место   | Итоговое место |
| ------------ | ------------------- | --------------------- | --------------------- | --------------------- | ---------------- | ---------------- | ---------------- | ------------- | ------------- | ------------- | ------------- | ------------- | ------------- | ------- | ------- | -------------- |
| одиночки     | Хамаду Джибо Иссака | 4                     | 8:25,56               | 5                     | 2                | 8:39,66          | 4                | Не участвовал | Не участвовал | Не участвовал | Полуфинал E/F | Полуфинал E/F | Полуфинал E/F | Финал F | Финал F | 33             |
| одиночки     | Хамаду Джибо Иссака | 4                     | 8:25,56               | 5                     | 2                | 8:39,66          | 4                | Не участвовал | Не участвовал | Не участвовал | 1             | 9:07,99       | 4             | 8:53,88 | 3       | 33             |

### Дзюдо
Соревнования по дзюдо проводились по системе на выбывание. Утешительные встречи проводились между спортсменами, потерпевшими поражение в четвертьфинале турнира. Победители утешительных встреч встречались в схватке за 3-е место со спортсменами, проигравшими в полуфинале в противоположной половине турнирной сетки.
Мужчины
| Категория | Спортсмены    | 1/32 финала                        | 1/16 финала                          | 1/8 финала           | Четвертьфинал        | Полуфинал            | Финал                | Место |
| Категория | Спортсмены    | Соперник Результат                 | Соперник Результат                   | Соперник Результат   | Соперник Результат   | Соперник Результат   | Соперник Результат   | Место |
| --------- | ------------- | ---------------------------------- | ------------------------------------ | -------------------- | -------------------- | -------------------- | -------------------- | ----- |
| до 60 кг  | Закари Гуруза | Кенни Годой (HON) поб. 1000 — 0000 | Арсен Галстян (RUS) пор. 0000 — 1010 | Завершил выступление | Завершил выступление | Завершил выступление | Завершил выступление | 17    |